# Bernhard Hirzel

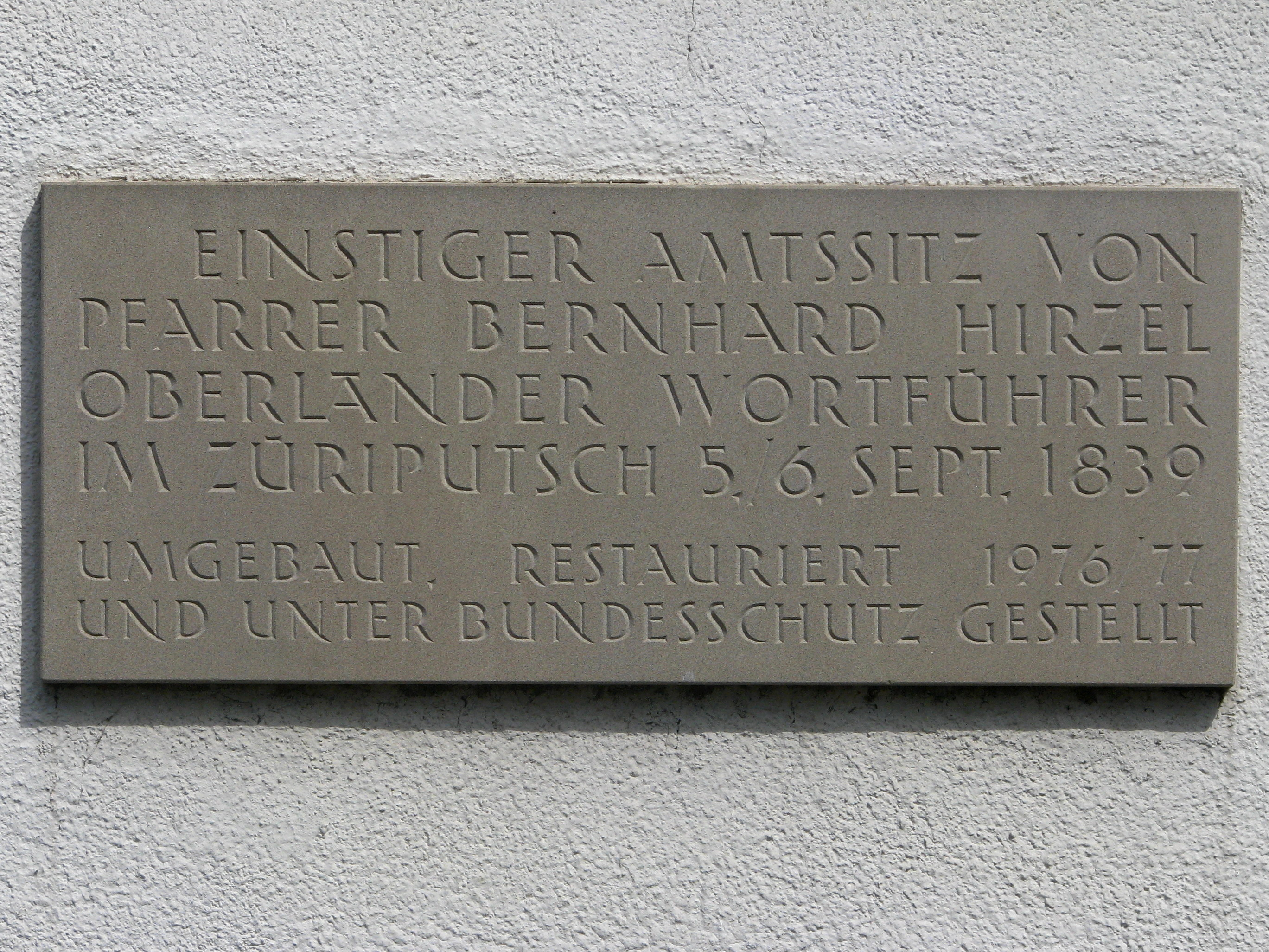
Gedenktafel am ehemaligen Amtssitz von Bernhard Hirzel in Pfäffikon (ZH)

Bernhard Hirzel (* 12. August 1807 in Enge, heute Zürich; † 6. Juni 1847 in Paris) war ein Schweizer Theologe und Orientalist.

## Leben
Bernhard Hirzel studierte an den Universitäten Zürich und in Berlin Theologie und Philologie. Er wurde 1835 Professor der orientalischen Sprachen an der Universität Zürich; 1837 wechselte er an eine Pfarrstelle in Pfäffikon ZH.
Als durch die Berufung von David Friedrich Strauß an die Universität Zürich ein Aufstand im Land verursacht wurde, führte Hirzel am 6. September 1839 eine Volksmenge gegen die Hauptstadt und zwang die Regierung zur Abdankung (siehe Züriputsch). Von dem neugewählten Grossen Rat zum Mitglied des Kirchen- und Erziehungsrats ernannt, legte er 1841 diese Stelle sowie 1845 auch seine Pfarrstelle nieder und trat wieder als Privatdozent in die Universität Zürich ein, musste aber bald darauf wegen Wechselfälschung flüchten. Er begab sich nach Paris, wo er im Juni 1847 seinem Leben durch Gift ein Ende setzte.

## Werke
- Mein Antheil an den Ereignissen des 6. Septembers 1839. Ein Wort der Wahrheit an die Schweizerbrüder in der Nähe und Ferne. Zürich 1839 (Digitalisat).
- Das Lied der Lieder oder Sieg der Treue. Das Hohe Lied übersetzt und erklärt von Bernhard Hirzel. Zürich 1840 (Digitalisat).
- Gesicht des Todesboten über den Erdkreis. Ein Hebräisches Gedicht. Urtext und Übersetzung. Zürich 1844.* Sakuntala oder Der Erkennungsring. Ein indisches Drama von Kalidasa. Zürich 1833 (Digitalisat).
- Urwasi und der Held. Indisches Melodram. Frauenfeld 1838.
- Prabodhatschandrodaja oder der Erkenntnissmondaufgang. Philosophisches Drama von Krischnamisradd. Zürich 1846 (Digitalisat).
- Meghaduta oder der Wolkenbote. Lyrisches Gedicht von Kalidasa. Zürich 1846 (Digitalisat).